# Jennie Howard
Jennie Eliza Howard (24 tháng 7 năm 1845 tại Coldbrook Springs, Massachusetts – 933 ở Buenos Aires, Argentina) lớn lên ở Bắc Prescott, Massachusetts và theo học tại Học viện Worcester trước khi vào trường Framingham Normal School (nay là Đại học bang Framingham) vào tháng 3 năm 1864. Howard tốt nghiệp năm 1866.
Năm 1883, Howard và hai mươi hai giáo viên người Mỹ khác đến Argentina theo yêu cầu của Domingo Faustino Sarmiento, tổng thống hiến pháp thứ bảy của Argentina. Các giáo viên đã tập trung vào Escuela Normal de Paraná, Entre Ríos để học tiếng Tây Ban Nha, và sau đó chia thành các nhóm nhỏ và được triển khai đến các vùng khác nhau của đất nước. Nhiều giáo viên chỉ được đào tạo bốn tháng. Howard đã 38 tuổi và đã là một giáo viên giàu kinh nghiệm khi bà đến Argentina. Sau bốn tháng ở Parana, Howard và Edith Howe, một sinh viên tốt nghiệp khác của trường Framingham, đã hỗ trợ trong việc tổ chức trường Corrientes bình thường của Girls, nơi họ ở lại trong hai năm.
Sau thời gian ở nước ngoài, Howard trở thành nhiếp chính và phó chỉ huy của Trường Girls' Normal ở Cordoba. Bà ở đó hai năm và sau đó được chuyển đến Trường San Nicholas bình thường hỗn hợp, nơi bà ở lại trong mười sáu năm.
Trong Women in Argentina: Early Travels, Monica Szurmuk đã viết rằng Howard xem Argentina là lạc hậu và dã man. Howard đã viết một cuốn sách về những kinh nghiệm của bà với tư cách là một nhà giáo dục ở Argentina có tiêu đề Distant Climes and Other Years.
Jennie Howard đã nghỉ hưu vào năm 1903 cho đến khi bà qua đời vào năm 1933.